# Водник (селище)
Водник — селище в Україні, у Шевченківській сільській громаді Миколаївського району Миколаївської області. Населення становить 161 особу.

## Населення
Згідно з переписом УРСР 1989 року чисельність наявного населення селища становила 178 осіб, з яких 87 чоловіків та 91 жінка.
За переписом населення України 2001 року в селищі мешкала 161 особа.

### Мова
Розподіл населення за рідною мовою за даними перепису 2001 року:
| Мова       | Відсоток |
| ---------- | -------- |
| українська | 72,47 %  |
| російська  | 26,30 %  |
| молдовська | 1,23 %   |